# Vento interestelar
O vento interestelar tem origem em grupos de estrelas especialmente ativas. Tem uma velocidade relativa de cerca de 20 km/s. O vento interestelar rodeia cada esfera magnética de influência de cada estrela. No Sistema Solar, o vento interestelar vem da direção sul, para o norte. Tanto as sondas Voyager 1 e 2 quanto as Pioneer 10 e 11 estão chegando no ponto de choque entre o vento interestelar e o vento solar, e com estudos mais detalhados estará sendo identificada com maior precisão.